# Ireneusz z Lyonu
Ireneusz z Lyonu (gr. Εἰρηναῖος, łac. Irenaeus Lugdunensis, cs. Священномученик Ирине́й Лионский; ur. ok. 140 w Smyrnie w Azji Mniejszej, zm. ok. 202 w Lugdunum) – biskup Vienne, teolog, apologeta, ojciec i Doktor Kościoła, męczennik chrześcijański, święty Kościoła katolickiego i prawosławnego.

## Życiorys
Wiadomości dotyczące życia Ireneusza podaje Hieronim w De Viris Illustribus, XXXV: 
Ireneusz, kapłan przy biskupie Fotynie, który rządził Kościołem w Lyonie, w Galii, został wysłany do Rzymu jako poseł przez męczenników tego miasta z powodu pewnych spraw spornych w Kościele. Przywiózł tam zaszczytny dla siebie list „Do biskupa Eleuteriusza”. Później, gdy blisko dziewięćdziesięcioletni Potyn został ukoronowany śmiercią męczeńską za Chrystusa, Ireneusz zajął jego miejsce.
Wiadomo o nim, że był uczniem kapłana i męczennika Polikarpa, o którym wspominaliśmy wyżej. Napisał pięć ksiąg „Przeciw herezjom”, małe dziełko „Przeciw poganom”, rozprawę „O karności”, następnie „Do brata Marcjana o przepowiadaniu apostolskim”, „Księgę różnych traktatów”, „Do Blasta o schizmie” i „Do Floryna o monarchii, czyli że Bóg nie jest twórcą zła” oraz piękną rozprawę „O ogdoadzie”. Przy końcu tej rozprawy zaznaczył, że żył w okresie bliskim czasom apostolskim, pisząc: „Poprzysięgam ciebie, który przepisujesz tę księgę, przez Pana naszego Jezusa Chrystusa i przez chwalebną Jego paruzję, kiedy będzie sądził żywych i umarłych, ażebyś porównał, gdy przepiszesz, i poprawił to jak najstaranniej według przepisywanego wzoru. I tę usilną prośbę przepisz tak, jak ją znalazłeś w egzemplarzu książki”.
Znane są jeszcze inne jego książki „Do Wiktora biskupa rzymskiego o zagadnieniu Paschy”. Upomina w nim Ireneusz Wiktora, aby nie rozrywał zbyt łatwo jedności, która powinna cechować kolegium [biskupów]. Wiktor bowiem właśnie uważał, że należy potępić wielu biskupów Azji i Wschodu, którzy Paschę obchodzili razem z Żydami w czternastym dniu księżyca [14 Nizan]. Na tę decyzję Wiktora nie zgodzili się nawet ci, których zdanie było inne niż biskupów na Wschodzie.
Ireneusz swą działalność pisarską rozwijał głównie za panowania Kommoda, który władzę objął po Marku Antoninie Werusie.
Wychował się w Smyrnie (obecnie Izmir). Według tradycji był uczniem Polikarpa, jednego z ojców apostolskich. Około 178 roku, za czasów panowania cesarza Marka Aureliusza, już jako biskup Vienne, został po śmierci bpa Fotyna najpierw administratorem, następnie biskupem Lyonu (łac. Lugdunum).
Według tradycji uformowanej w VI wieku Ireneusz z Lyonu miał ponieść śmierć męczeńską w czasie prześladowania chrześcijan za panowania Septymiusza Sewera (202).

## Nauczanie
Kontekst jego nauczania stanowiły liczne sekty gnostyckie, z którymi polemizował w Adversus haereses. Najbardziej znaną wizją teologiczną biskupa Lyonu, była tzw. teoria rekapitulacji – odnowienia i zebrania całego stworzenia w Chrystusie jako Głowie (por. Ef 1,10).
Nauczał, podobnie jak wielu Ojców Kościoła, np. Grzegorz z Nyssy i Atanazy Wielki, że Adam i Ewa stworzeni byli w swego rodzaju dziecięcej niewinności, bez pożądliwości i dorosłego rozeznania. Stąd za upadek trzeba bardziej winić złośliwość kusiciela niż ich. Wygnanie przez Boga z raju nie wynikało z chęci pozbawienia ich dostępu do drzewa życia, lecz z miłosierdzia. Bóg chciał zachować pierwszych rodziców od trwania w grzechu, który mógł stać się wieczny i nieuleczalny. Wygnanie miało ich otrząsnąć z pychy. Ich śmierć fizyczna, poprzez rozwiązanie ciała, miała położyć kres grzechowi. Odkupienie dokonane przez Chrystusa było bardziej wyzwoleniem ludzkości z tego czasu pokuty i nawrócenia, niż ekspiacją wobec Boga.

## Działalność teologiczna

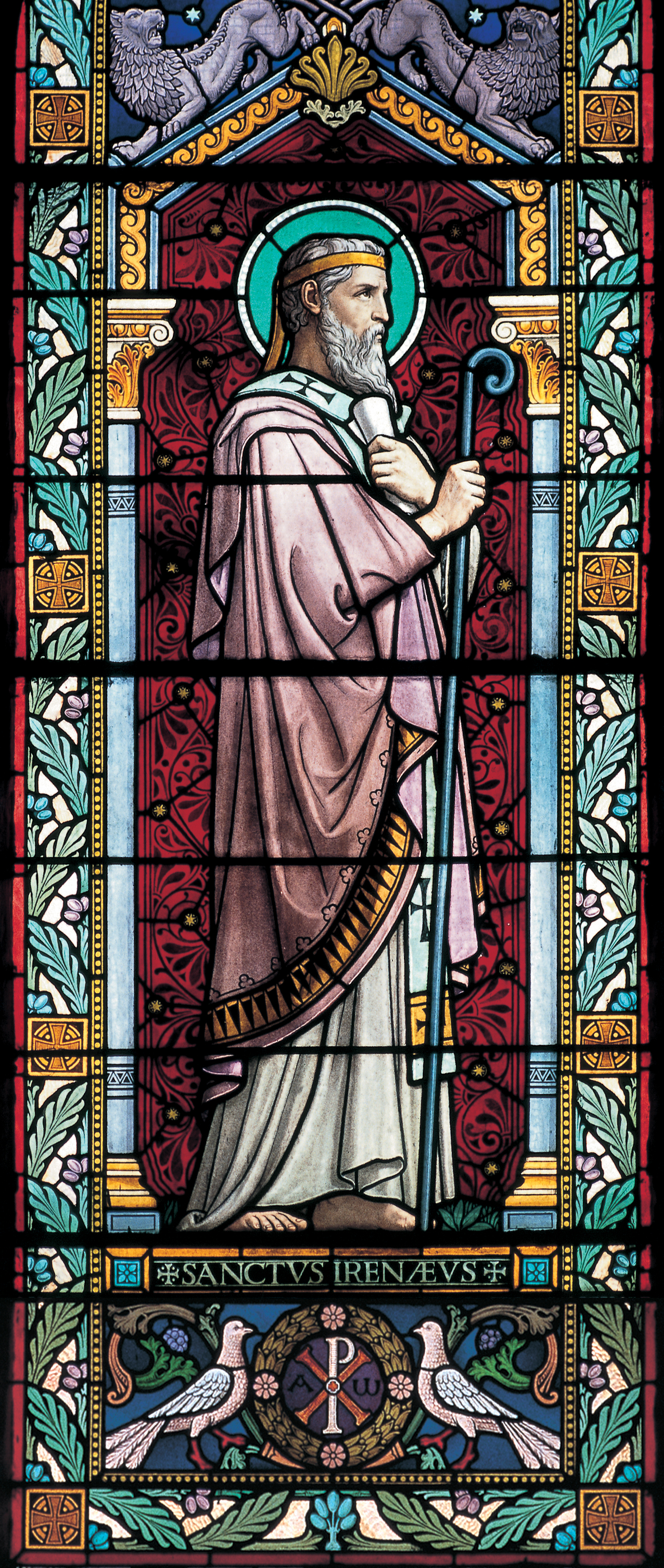
Witraż przedstawiający św. Ireneusza

Greckie oryginały jego najważniejszego dzieła zaginęły. Zachowały się ich przekłady na łacinę zatytułowane „Adversus haereses” (Przeciw herezjom). Powstały w latach 180–185. Polemizował w nich z gnostycyzmem. Wiedzę na temat gnostyków czerpał z dzieł, które zaginęły.
W roku 1526 „Adversus haereses” wydał Erazm z Rotterdamu. Współczesne wydanie krytyczne zostało dokonane w ramach serii Sources chrétiennes.
Razem z innymi biskupami napisał list do biskupa Rzymu, Wiktora, w sprawie daty obchodzenia świąt Wielkanocy. Ireneuszowi Kościół zawdzięcza wypracowanie pojęcia Tradycji i sukcesji apostolskiej. Biskup ten sporządził listę biskupów Rzymu poczynając od apostoła Piotra a kończąc na Eleuteriuszu. Uznawał prawo prymatu biskupa Rzymu nad biskupami innych metropolii. Z prac Ireneusza zachował się także „Dowód prawdziwości nauki apostolskiej”, w przekładzie na język ormiański. Inne dzieła, które wymienia Euzebiusz z Cezarei, nie dotrwały do naszych czasów. Wyznawał poglądy millenarystyczne.

### Wydania krytyczne dzieł
- Adversus haereses (Przeciw herezjom) – wydali A. Rousseau i L. Doutreleau.
  - t. I – SCh 263 i 264
  - t. II – SCh 293 i 294
  - t. III – SCh 210 i 211 (Paryż 1974)
  - t. IV – SCh 100 (2 części)
  - t. V – SCh 152 i 153

### Polskie przekłady
- Bóg w Ciele i Krwi. Hans Urs von Balthasar (wybór i opracowanie). Wincenty Myszor (przekład z j. niem, łac., greck.), wydawnictwo „M” BOK 16, Kraków 2001, s. 140.
- Chwałą Boga żyjący człowiek. Jean Comby i Donna Singles (wybór i komentarz). Ks. Wincenty Myszor (przekład), Społeczny Instytut Wydawniczy „Znak”, Seria „Żywa Wiara” 19, Kraków 1999, s. 111.
- Wykład nauki apostolskiej. Wincenty Myszor (wstęp, przekład i opracowanie), Wydawnictwo WAM ŹMT 7, Kraków 1997, s. 115.
- Adversus Haereses, Wydawnictwo Bernardinum Pelplin 2018.

## Kult
Kościół w Lyonie oddaje cześć św. Ireneuszowi jako doktorowi Kościoła i swemu głównemu patronowi. Święty Ireneusz jest również patronem archidiecezji lyońskiej oraz parafii w Marsylii i w Częstochowie.
W ikonografii jest przedstawiany w stroju biskupa rytu rzymskiego z mitrą i pastorałem.
Kult na cały Kościół rozszerzył papież Benedykt XV w roku 1922. 21 stycznia 2022 ogłoszony przez Franciszka Doktorem Kościoła.
Wspomnienie liturgiczne św. Ireneusza w Kościele katolickim obchodzone jest 28 czerwca (w polskim Kościele katolickim ma rangę wspomnienia obowiązkowego).
Cerkiew prawosławna wspomina Świętego 23 sierpnia/5 września.